# Cathédrale Saint-Joseph de Gualeguaychú
Cette  cathédrale n’est pas la seule cathédrale Saint-Joseph.
La cathédrale Saint-Joseph de Gualeguaychú (en espagnol : Catedral de San José) en Argentine est le siège du diocèse de Gualeguaychú, située en province d'Entre Ríos. Le diocèse est suffragant de l'archevêché de Paraná. 

## Historique
La première pierre fut posée le 30 mai 1863, sous le parrainage et en présence du gouverneur d'alors, le général Justo José de Urquiza. Elle fut inaugurée et consacrée en 1890 par le curé de paroisse Luis N. Palma.
L'église qui était une église paroissiale au départ, fut élevée au rang de cathédrale le 29 juin 1957, par la bulle Quandoquidem adoranda, du pape Pie XII. 

## Description
La cathédrale est située dans la rue San José 25. 
Elle a la forme d'une croix latine et possède une coupole octogonale surmontant la croisée du transept. De style éclectique, tel qu'était le courant dominant de l'époque, elle a de belles lignes architecturales et possède une façade néoclassique avec un portail à colonnade surmonté d'un fronton triangulaire surbaissé et entouré de deux clochers. Chaque clocher est coiffé d'un petit dôme allongé, lui-même surmonté d'une croix.
Elle conserve à l'intérieur une statue de la Vierge du Rosaire (Virgen del Rosario) vieille de plus de 170 ans (en 2005).